# Heinrich Cramer (Volksdichter)
Heinrich Cramer (* 5. Juli 1812 in Zürich; † 12. März 1871 ebenda) war ein Schweizer Metzger und Volksdichter auf Zürichdeutsch; sein Pseudonym war Heinz Frauenlob.

## Leben

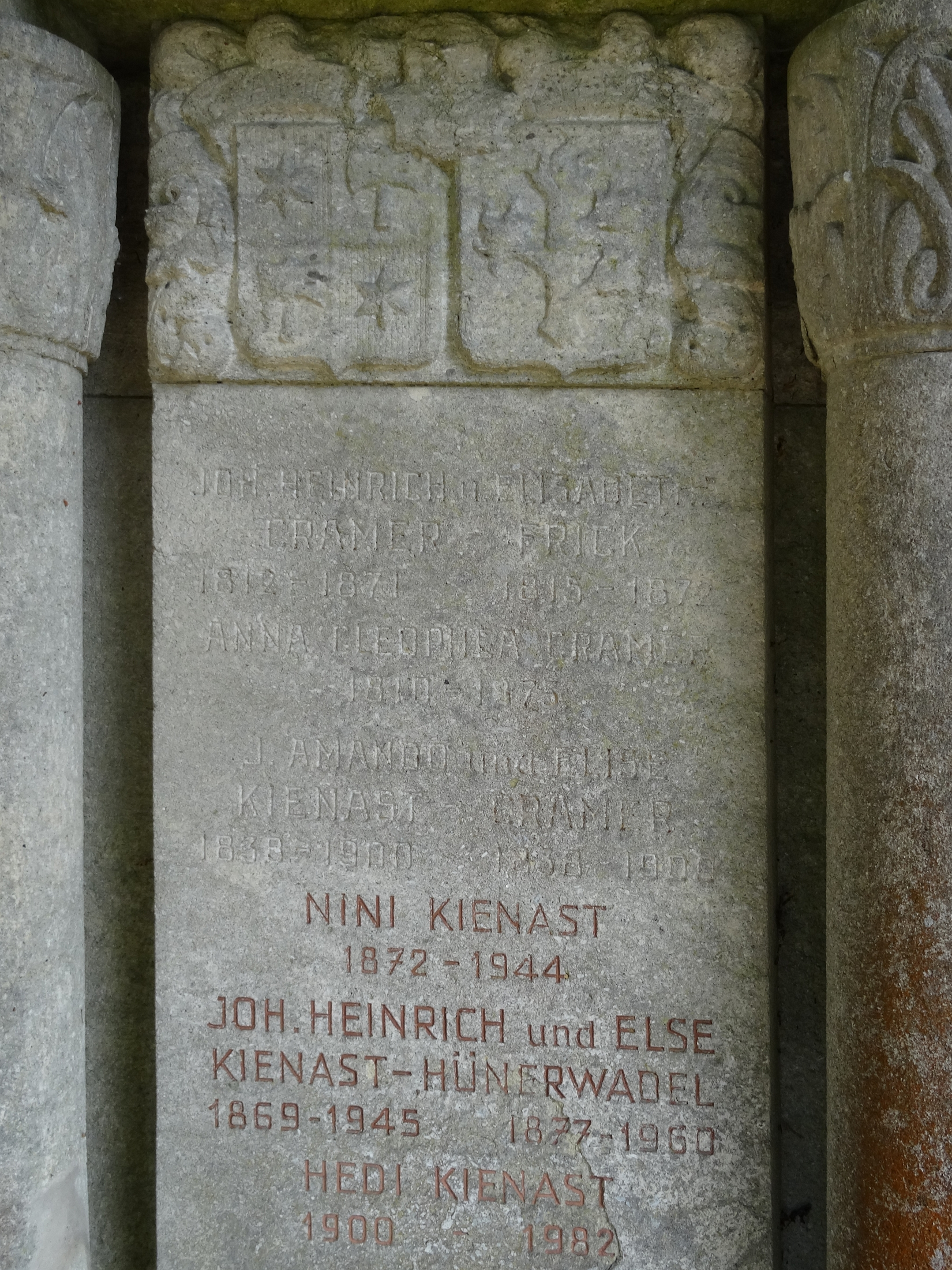
Grab, Friedhof Rehalp, Zürich

### Familie
Heinrich Cramer wurde in der Zürcher Schwanengasse geboren und war der Sohn des Metzgers Hans Jakob Cramer († 1818) und dessen Ehefrau Cleophea (geb. Angst) aus Regensberg; er hatte noch eine ältere Schwester.
Er war seit 1835 mit Anna Elisabeth (1815–1872), Tochter des Bezirksrichters und Grossrats Ulrich Frick aus Aesch im Kanton Zürich verheiratet; gemeinsam hatten sie neun Kinder, von denen jedoch drei bereits im Kindesalter verstarben. Er lebte mit seiner Familie im Haus Zum Schwarzen Ochsen im Rennweg 14 in Zürich. Heinrich Cramer fand seine letzte Ruhestätte auf dem Friedhof Rehalp in Zürich.

### Werdegang
Heinrich Cramer besuchte die Bürgerschule und ging seit 1824 in die Zürcher Kunstschule; zu seinen Lehrern gehörten unter anderem Johann Jakob Hottinger und Karl Johann Jakob Schultheß.
Er erhielt eine Lehre zum Metzger im vom Vater ererbten Geschäft, das seine Mutter weitergeführt hatte und nach der Lehre an ihn übergab; er führte das Geschäft als Metzgermeister bis zu seinem Tod weiter.
Gemeinsam mit Johann Albert Lüthi, dem Vater des gleichnamigen Künstlers Johann Albert Lüthi, eröffnete Heinrich Cramer am 11. September 1860 die Kunsthandlung Cramer & Lüthi.

### Sechseläuten
Von 1839 bis 1870 war Heinrich Cramer der Regisseur und künstlerische Leiter der Zürcher Sechseläuten-Festzüge, ein Feuerbrauch und Frühlingsfest in Zürich, das jährlich Mitte oder Ende April stattfindet. Auf seine Initiative hin feierten 1839 zum ersten Mal alle Zünfte gemeinsam einen festlichen Sechseläutenumzug, indem sie mit Bannern und Ehrengeschirren auf den Lindenhof zogen.
Als er den ersten Kinderumzug 1862 organisierte, integrierte er den Böögg in Gestalt eines Schneemanns in diese Tradition. Es dauerte jedoch noch bis 1892, bis die Bööggenverbrennung als fester Bestandteil in den Ablauf des Sechseläutens aufgenommen wurde. Gottfried Keller setzte Heinrich Cramer 1857 in seinem Gedicht Ein Festzug in Zürich ein literarisches Denkmal:
Da lehnt auch Meister Heinrich schnell,

Der Cramer ehrlich zubenannt,

Das blanke Schlachtbeil an die Wand;

Den Gurt, mit Kupfer hell verziert,

Woran ihm Stahl und Messer klirrt,

Den weissen Schurz thut er von sich

Und greift zum Stifte; säuberlich

Nimmt er Papier und träumt und sinnt

Und gleich zu zeichnen drauf beginnt.

Denn wisst und seid des Meisters froh,

Seit manchem Jahre treibt er's so:

Wenn sich ein Spiel begeben will,

So steht sein Eifer nimmer still,

In Reim und Bildnis gleich gewandt,

Entwirft und ordnet seine Hand,

Bis frisch die Arbeit ist getan

Und fröhlich klar des Festes Plan!

### Schriftstellerisches Wirken
Heinrich Cramer veröffentlichte gesellig-patriotische Gelegenheitsgedichte, -lieder und -dialoge vorwiegend im Zürcher Dialekt und insbesondere für Festanlässe der Stadt Zürich, die auch noch nach seinem Tod von seiner Familie veröffentlicht wurden. Bekannt wurde unter anderem sein 1844 veröffentlichtes Epos Die Schlacht bei St. Jakob an der Birs.
1869 bearbeitete er Johann Martin Usteris Pfarrhaus-Idylle De Vikari als Lustspiel für das Laientheater.

### Politisches Wirken
Von 1854 bis 1862 gehörte Heinrich Cramer dem Grossen Rat an und wurde von 1839 bis 1866 durch die Zunft Zum Widder in den Grossen Stadtrat gewählt; dort gehörte er der Kommission für die neue Gemeindeordnung sowie der Schulpflege an. Er war auch massgeblich am Bau der Fleischhalle in Zürich beteiligt, die 1866 eröffnet wurde.

## Mitgliedschaften
Heinrich Cramer gehörte der Metzger-Zunft Zum Widder an, von der er 1835 zum Stubenmeister gewählt wurde, der verantwortlich war für Einrichtung, Tischordnung, Verpflegung, Bedienung, Dekoration, Unterhaltung, Ruhe und Ordnung in der Zunftstube, und der bei einem Zusammentreffen mit anderen Zünften den Gruss zu überbringen hatte. Mit den bei dieser Gelegenheit vorgetragenen Gedichten begründete er seinen späteren Ruf als Sechseläuten-Dichter.
Er gehörte auch ausserdem einer Reihe von Gesellschaften und Vereinen an, die sich der Pflege der Kunst, der Waffen und der Geselligkeit zur Aufgabe gemacht hatten, so unter anderem seit 1833 der 1814 gegründeten Gesellschaft zum Schützenhaus, der späteren Bürgermittwochgesellschaft, deren Präsident er von 1855 bis 1859 war.
Als Scharfschütze trat er der Schützengesellschaft der Stadt Zürich bei und trug auch dort seine Gedichte vor, verfasste einige Lieder und schrieb ein Festspiel zur Einweihung des neuen Schützenhauses im Sihlhölzli am 14. Mai 1849.
1839 wurde er Mitglied der Künstlergesellschaft, wurde dort 1843 zum Aktuar gewählt und übte dieses Amt für fünfundzwanzig Jahre bis 1868 aus; dazu war er zwanzig Jahre lang Mitglied sämtlicher Ausstellungskommissionen und Delegierter bei den Versammlungen des Schweizer Kunstvereins. Zur Einweihung des neuen Kunstgebäudes der Künstlergesellschaft verfasste er 1846 das Festspiel Vor- und nachher oder Die Realisirung der Idee.
Er war 1839 Mitbegründer des 1812er Jahrgängervereins, dessen Präsident er zeitweise war und als Aktuar ständig angehörte.
In den Sängervereinen Harmonie und Stadtsängerverein wurde er zum Ehrenmitglied gewählt.

## Schriften (Auswahl)
- Heinrich Cramer's ausgewählte Gedichte. Zürich 1876.